# Austrália nos Jogos Olímpicos de Verão de 1952
Austrália participou dos Jogos Olímpicos de Verão de 1952 em Helsinque, Finlândia.